# Mario y el mago
Mario y el mago es una novela de Thomas Mann, que se publicó por primera vez en 1930 en Velhagen and Klasings Monatshefte y luego apareció en S. Fischer Verlag. Mann describe los efectos de la aparición de un espíritu maligno que irrumpe en la Italia fascista, utilizando para ello la figura del hipnotizador de feria Cavaliere Cipolla.

## Trama

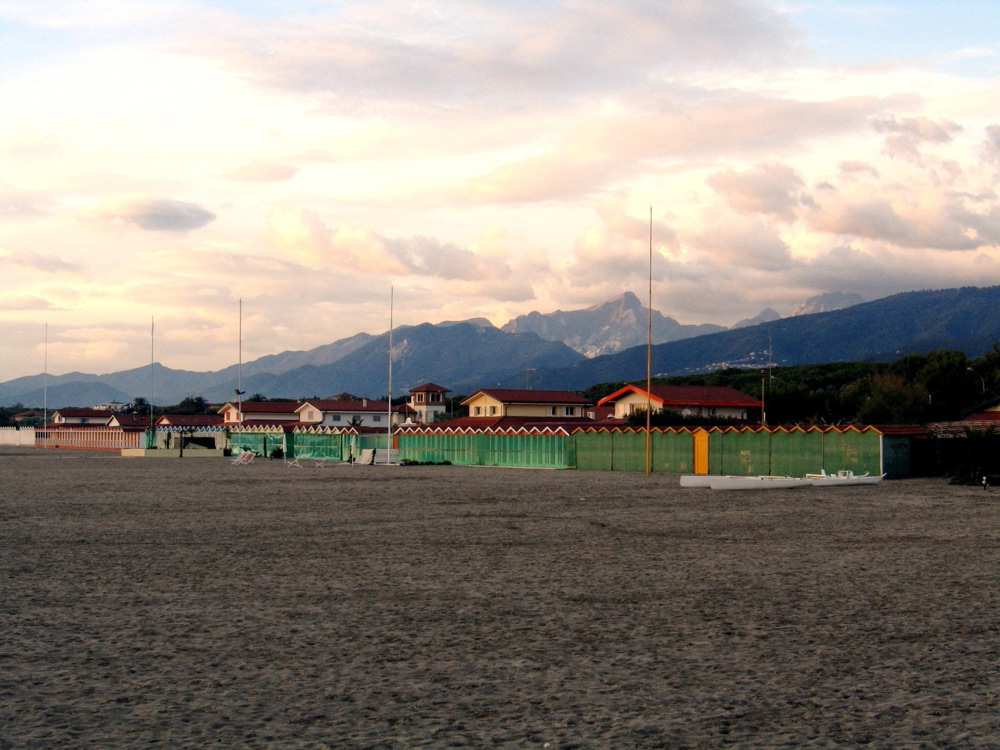
Playa en Forte dei Marmi, que se encuentra al norte de Viareggio en el mar de Liguria y sirvió como modelo para la ficticia Torre di Venere de Thomas Mann.

Las vacaciones de verano que el narrador en primera persona pasa con su esposa y sus dos hijos en el mar Tirreno en la Italia fascista no solo se ven empañadas por el clima bochornoso, sino también, desde el principio, por un “estado de ánimo desagradable”. Demasiado nacionalistas y estridentes son los tonos de los turistas de "clase media nacional" que definen la vida de playa en la pequeña ciudad mediterránea de Torre di Venere, por lo que la familia pronto comienza a sentir que no son tan bienvenidos allí. como solían serlo en los años anteriores.
En el Grand Hotel, no se les permite cenar en la veranda bien iluminada, ya que está reservada para "nuestros clientes". El gerente del hotel también le pide además al narrador que cambie de habitación, porque una dama de la aristocracia italiana se ha quejado de la tos ligera y supuestamente contagiosa de los niños. En lugar de irse a la dependencia contigua, la familia decide mudarse a la pequeña y familiar Pensión Eleonora, regentada por la Signora Angiolieri, que nombró a su casa de huéspedes en honor de la famosa actriz italiana Eleonora Duse. Pero aunque todo va bien en el nuevo alojamiento, el estado de ánimo adecuado para las vacaciones ya no quiere instalarse.
Sigue una mayor discriminación de los vacacionistas alemanes. Cuando la hija de ocho años se quita el traje de baño en la playa y lo enjuaga en el mar, apareciendo inevitablemente brevemente desnuda, "flaca como un gorrión", se dice que va en contra de la moral pública y provoca un verdadero alboroto de indignación. La policía le pone una multa a la familia. En retrospectiva, el narrador lamenta no haberse ido inmediatamente. Pero a medida que comienza la temporada baja y la "mediocridad humana y la basura burguesa" despejan gradualmente el campo, las cosas ahora son más tranquilas y placenteras. Un mago llamado “Cavaliere Cipolla” también ha anunciado su llegada, y las solicitudes de los niños para ver su actuación no pudieron ser resistidas. Aunque el espectáculo no comienza hasta tarde en la noche y los padres tienen ciertos reparos, se compran cuatro boletos en previsión de un punto culminante de las vacaciones.
El evento tiene lugar en una gran sala, "poco mejor que una choza, aunque espaciosa", que se utilizó para las proyecciones de cine durante la temporada alta. Se puede llegar siguiendo la calle principal del pueblo, "que transcurre como si fuera de lo feudal a lo burgués ya lo popular". Muchos pescadores, la empresa de alquiler de barcos y Mario, el camarero de la cafetería "Esquisito", se han reunido en las localidades de pie. Cipolla tarda en llegar y sube al escenario con un retraso considerable: un anciano presumido y tullido , el cráneo casi calvo, el pecho demasiado alto, la joroba muy baja, con ojos penetrantes y una "voz algo asmática pero metálica", mala dentadura y bigotes, atuendo de mago torcido, chal blanco, guantes y sombrero de copa, siempre con un cigarrillo encendido en una mano y "una fusta con muleta de plata en forma de garra" en la otra. En el escenario no hay nada más que una pequeña mesa redonda con una botella de coñac y una copa.
El narrador y su esposa se dan cuenta rápidamente de que Cipolla es menos un mago que una lumbrera en el campo de la hipnosis, "el hipnotizador más fuerte que he conocido en mi vida". Ordena a un joven descarado que saque la lengua "extremadamente larga". Esto conduce a un pequeño duelo de voluntades, que el hipnotizador decide soveranamente a su favor. Había una antipatía palpable hacia él en la audiencia, pero su superioridad retórica y el "reconocimiento de una capacidad profesional que nadie negaba" no permitieron un estallido abierto de descontento. Siguen hazañas como la telepatía y la lectura en frío. Cipolla solicita a los espectadores que realicen ciertas acciones y encuentra elementos que han escondido.
En la pausa que sigue, los padres no tienen la energía necesaria para abandonar el evento, sobre todo por los niños, que se despiertan después de una breve siesta y suplican que se les permita quedarse. Como razón adicional, el narrador da la atracción de lo “extraño”, que ya se notaba en todo el viaje “a gran escala” y ahora también ejerce su efecto “a pequeña escala” en esta actuación.
En la segunda parte del evento, un joven es hipnotizado, una anciana en un sueño artificial habla sobre impresiones de viajes de la India, un caballero que parece militar ya no puede levantar el brazo y la Sra. Angiolieri sigue el maga en estado de debilidad sobre el escenario sin que su marido pueda detenerla. Los jóvenes del público comienzan a bailar a la orden de Cipolla y, finalmente, todo el público se une al baile como en trance. Los niños se lo pasan en grande en su inocencia infantil, aunque "esto no era para nada de niños", y el narrador expresa una vez más su pesar por no haber dejado hace mucho tiempo el "opresivo" lugar.
En el clímax del evento, el histrión le ordena al soñador mesero Mario que se acerque a él. Diagnostica su melancolía como mal de amores y le habla de su amor secreto, la bella Silvestra. Pone a Mario en trance y sugiere que su amada está parada frente a él en persona, después de lo cual Mario lo besa en la mejilla. Cuando Mario vuelve en sí y se da cuenta con horror y disgusto de la escena humillante en la que fue ridiculizado, sale corriendo del escenario. "Llegado abajo, a toda velocidad, se dio vuelta con las piernas separadas, levantó el brazo y dos detonaciones resonaron, perforando aplausos y risas." Cipolla, alcanzado por dos balas de pistola, se desploma y cae al suelo, donde yace inmóvil, "un bulto de ropa enredada y huesos torcidos". Se desata un tumulto. Mario es desarmado. Cuando el narrador y su familia empujan para salir, los niños preguntan: "¿Fue este también el final? Sí, un final fatal y aterrador. "Y, no obstante, un final liberador: ¡no pude ni puedo evitar sentirme así! "

## Interpretación
El enfoque de la novela Mario y el mago es la cuestión del libre albedrío. No solo los numerosos éxitos hipnóticos de Cipolla abordan sus límites, sino también el comportamiento del narrador, quien se autocuestiona repetidamente, ya que en realidad quiere irse, pero de alguna manera siente una extraña mezcla de miedo, tensión, admiración, curiosidad el odio que anula sus propios escrúpulos. Cipolla le responde a un joven que está decidido a resistir sus artes hipnóticas y a hacer valer su propia voluntad durante un truco de cartas:

Sie werden mir ... damit meine Aufgabe etwas erschweren. An dem Ergebnis wird ihr Widerstand nichts ändern. Die Freiheit existiert, und auch der Wille existiert; aber die Willensfreiheit existiert nicht, denn ein Wille, der sich auf seine Freiheit richtet, stößt ins Leere. Sie sind frei, zu ziehen oder nicht zu ziehen. Ziehen Sie aber, so werden Sie richtig ziehen, - desto sicherer, je eigensinniger Sie zu handeln versuchen.
Va a... hacer mi trabajo un poco más difícil con eso. Su Resistencia no cambiará el resultado. La libertad existe y también existe la voluntad, pero la libertad de la voluntad no existe, porque una voluntad que apunta a su libertad no tropieza con nada. Eres libre de tomar una carta o no. Pero si toma una, será la correcta: cuanto más más tercamente intente actuar, con más seguridad.
Th. Mann1930, S. 95.

La reducción a menudo formulada de la trama a una mera parábola del fascismo no hace justicia a la obra. Los constituyentes básicos de la acción humana se describen en la comprensión de la visión del mundo de Thomas Mann, por ejemplo la tentación de morir y el anhelo de plenitud. Aquí se pueden ver vínculos con el movimiento fascista de la década de 1930 que, en la superficie, se encuentran en lo que parece ser una mentalidad similar. Fuera de ello, la investigación actual ve a Cipolla como una figura artística retratada de manera convincente ex negativo [por la negación/carencia], que compensa su deformidad física a través de una extrema tensión de voluntad con dudoso éxito y, a este respecto, reconoce en Mario y el mago principalmente una variación adicional del típico problema del artista en Thomas Mann.
En vista del desenlace mortal de la novela, se podría suponer que Thomas Mann quería aconsejar a los lectores que buscaran activamente la liberación de una dictadura y, si fuera necesario, deshacerse de sus demagogos por medios drásticos. En 1940 escribió en "Sobre mí mismo" sobre el efecto que vio en Alemania: "La alusión político-moralista, nunca expresada en palabras, fue bien entendida en Alemania en ese momento, mucho antes de 1933: entendida con simpatía o con ira, la advertencia de la violación por el ser dictatorial, que al final es vencido y destruido en la catástrofe humana de la liberación. "
De un intercambio de cartas entre Mann y el escritor Otto Hoerth del 12 de junio de 1930 se pueden inferir al comienzo otras intenciones: “Ya que te interesa: El 'mago' estaba allí y se comportó exactamente como lo describí. Sólo se inventó el desenlace fatal: en realidad, Mario se escapó con una vergüenza cómica después del beso y estaba sumamente feliz y lleno de aprecio por el trabajo de Cipolla al día siguiente, cuando volvió a servirnos el té. La vida era menos apasionante que después para mí. Mario no amaba realmente, y el chico pendenciero de la planta baja no era su feliz rival. Pero los tiros ni siquiera son mi invención: cuando hablé de la noche aquí, mi hija mayor dijo: 'No me hubiera sorprendido que lo hubiera matado a tiros. "
Mann afirma claramente que no quería actuar políticamente con este trabajo, sino que, en retrospectiva, quizás inconscientemente, capturó una parte de la atmósfera fascista de la época. Sin embargo, en cartas posteriores de 1932, Thomas Mann no descarta las alusiones políticas. En una carta a Hans Flesch de 1941, dijo: "Solo puedo decir que el ver al mago Cipolla simplemente como el disfraz de Mussolini es ir demasiado lejos, pero, por otro lado, no hace falta decir que la novela tiene un sentido decididamente moral y político."

### Equiparaciones políticas
Colin Campbell, un columnista de The New Republic, trazó en 2016 ciertos paralelos entre Cipolla y un político estadounidense: “'Tenía el pelo muy feo' y 'ojos pequeños y duros, con bolsas fofas debajo de ellos'. Él 'hablaba sin parar, pero solo en frases vagas, jactanciosas y autopromocionales'. Era 'engreído' e 'irritable', y trataba con sarcasmo a quienes se le cruzaban. Anunciado como un 'animador' y 'mago', resultó ser un poderoso hipnotizador, y avergonzó y humilló a la gente mientras la audiencia lo aplaudía y se reía de sus víctimas. En resumen, era una persona 'espantosa' de habilidades misteriosas, pero también encarnaba 'toda la maldad peculiar de la situación en su conjunto'. 
Este personaje puede sonar familiar para los estadounidenses de hoy, pero las descripciones anteriores aparecen en el cuento profético de Thomas Mann 'Mario y el mago'. 
Pero Trump no solo ha revivido algunas de las malas recetas de los dictadores del siglo XX, todos sus modales y su psique parecen estar en sintonía con los de ellos, como se sugiere de manera más misteriosa en el relato de Mann de un artista y sus desventurados seguidores, de un espectáculo de magia cada vez más aterrador que termina en un desastre.
{...] La visión de Mann de un charlatán se ve superada por algo mucho más oscuro. Cipolla hace que un aspirante a rebelde se doble con un dolor de estómago imaginario. Los bailarines hipnotizados comienzan a parecerse a marionetas, y un joven, un portavoz de la civilidad, saca la lengua a la audiencia: "toda tu lengua", ordena Cipolla, "hasta las raíces". El estado de ánimo se vuelve ligeramente histérico y disoluto. Sin embargo, nadie se va. Están demasiado fascinados incluso cuando lo odian.”

## Adaptaciones
Luchino Visconti adaptó en 1955 la novela a un guion teatral con la ayuda del propio Thomas Mann. El ballet homónimo realizado por Luchino Visconti con música de Franco Mannino se representó en el Teatro de La Scala de Milán en la temporada 1955-1956.
La historia fue filmada como una película para televisión, Mário a kúzelník, en 1978 por el director checo Miloslav Luther. Alex Königsmark escribió el guion y Juraj Kukura interpretó a Cipolla.
La historia/novela ha sido adaptada varias veces para el escenario operístico. La adaptación de Stephen Oliver se estrenó en 1988 en el Festival de Battignano. 1989 vio una ópera en un acto del compositor húngaro János Vajda con libreto de Gábor Bókkon. En 1990 se publicó una grabación en el sello Hungaroton. Una adaptación de ópera de tres horas de duración del compositor Harry Somers con letra de Rod Anderson se estrenó el 19 de mayo de 1992 en el Elgin Theatre de Toronto.  
En 1994, Klaus Maria Brandauer empleó a Mario y el mago como modelo para una adaptación cinematográfica del mismo nombre, la que él mismo dirigió, interpretando también a Cipolla. Su adaptación cinematográfica no fue, sin embargo, muy fiel a la obra, especialmente en lo que respecta al final.
La novela fue adaptada a una ópera inglesa por el libretista J. D. McClatchy y el compositor Francis Thorne. Fue interpretada por primera vez en 2005 por el Centro de Ópera Contemporánea en el auditorio de Hunter College. Una grabación de esta producción fue lanzada en disco compacto por Albany Records en 2006. El elenco original incluía a justin vickers como Mario, Larry Small, Jessica Grigg, Wendy Brown, Beata Safari, Sankofa Sarah Wade, Jim Gaylord, Eric Jordan, Isai Jess Muñoz, Leandra Ramm, Richard Cassell, Jason Cammorata y Nathan Resika. Briscula the Magician es una adaptación operística de Bob Misbin con música de Frances Pollock. Se realizó en Silver Spring Maryland en marzo de 2020 por Bel Cantanti Opera. En esta adaptación se impone el mago. Este cambio refleja la historia del ascenso del fascismo en Europa que aún no era evidente cuando Mann publicó su historia en 1929. Como señaló el Dr. Mark Dreisonstok en Maryland Theatre Guide, el 7 de marzo de 2020, esta ópera es un "punto de entrada accesible" al trabajo de Thomas Mann. 